# Каменка (Первоуральський міський округ)
Ка́менка (рос. Каменка) — присілок у складі Первоуральського міського округу Свердловської області.
Населення — 40 осіб (2010, 16 у 2002).
Національний склад станом на 2002 рік: росіяни — 100 %.